# Sintra (Santa Maria e São Miguel, São Martinho e São Pedro de Penaferrim)
A União das Freguesias de Sintra (Santa Maria e São Miguel, São Martinho e São Pedro de Penaferrim) é uma freguesia portuguesa do município de Sintra, com 63,55 km² de área e 29 896 habitantes (censo de 2021). A sua densidade populacional é 470,4 hab./km².

## História
Foi criada aquando da reorganização administrativa de 2012/2013, resultando da agregação das antigas freguesias de Santa Maria e São Miguel, São Martinho e São Pedro de Penaferrim.

## Demografia
A população registada nos censos foi:
| Distribuição da População por Grupos Etários | Distribuição da População por Grupos Etários | Distribuição da População por Grupos Etários | Distribuição da População por Grupos Etários | Distribuição da População por Grupos Etários | Distribuição da População por Grupos Etários |
| -------------------------------------------- | -------------------------------------------- | -------------------------------------------- | -------------------------------------------- | -------------------------------------------- | -------------------------------------------- |
| Antes da agregação                           |                                              |                                              |                                              |                                              |                                              |
| Ano                                          | 0-14 anos                                    | 15-24 anos                                   | 25-64 anos                                   | >= 65 anos                                   | Total                                        |
| 2001                                         | 4181                                         | 3243                                         | 14447                                        | 3759                                         | 25630                                        |
| 2011                                         | 4835                                         | 3263                                         | 16541                                        | 4952                                         | 29591                                        |
| Após a agregação                             |                                              |                                              |                                              |                                              |                                              |
| Ano                                          | 0-14 anos                                    | 15-24 anos                                   | 25-64 anos                                   | >= 65 anos                                   | Total                                        |
| 2021                                         | 4262                                         | 3429                                         | 16195                                        | 6010                                         | 29896                                        |